# Music Keeps Me Dancin'
Singles de Tina Turner
Backstabbers
(1979) Ball of Confusion
(1982)
Pistes de Love Explosion
Sunset on Sunset
(3) I See Home
(5)
Music Keeps Me Dancin' est une chanson de Tina Turner, issue de son quatrième album studio Love Explosion. Elle sort en novembre 1979 chez Ariola Records en Allemagne de l'Ouest, en Australie ainsi qu'en Espagne en tant que troisième et dernier single de l'album. 
Une version live de Music Keeps Me Dancin', enregistrée lors de sa tournée Wild Lady of Rock, est incluse dans l'album vidéo du même nom.  C'est la seule chanson de l'album Love Explosion à avoir été interprétée en public par Tina Turner, ayant été incluse dans sa tournée européenne au début de l'année 1979,. Music Keeps Me Dancin' traite d'une femme pour qui la musique est tout ce qui compte dans la vie.

## Liste des pistes
| A. | Music Keeps Me Dancin’ | 3:54 |
| B. | Love Explosion         | 3:09 |

## Crédits
Musiciens
- Tina Turner – chant
- Jean-Claude Chavanat – guitare
- Tony Bonfils – basse
- Bernard Arcadio – claviers
- André Ceccarelli – batterie
- Emmanuel "Manu" Roche – percussions
- George Young, Lawrence Feldman, Michael Brecker – saxophone ténor
- Lew Delgatto – saxophone baryton
- Barry Rogers, David Taylor, Tom Malone, Wayne Andre – trombone
- Alan Rubin, Randy Brecker – trompette
- George Marge – hautbois
- Arthur Simms, Stephanie de Sykes, Stevie Lange, Vicki Brown – chœurs
- The Pat Halling String Ensemble – violons
- Georges Rodi – synthétiseur, programmation

Production
- Alec R. Costandinos – production
- Mike Ross-Trevor, Scott Litt, Geoff Calver, Peter R. Kelsey – ingénieurs du son
- Raymond T. Knehnestky – arrangements

Crédits adaptés du livret de l'album Love Explosion.